# Desaparición forzada en Venezuela
La desaparición forzada en Venezuela ha sido perpetrada por el Estado desde, al menos, la dictadura de Juan Vicente Gómez, existiendo registro de su práctica durante la dictadura de Marcos Pérez Jiménez y en democracia, principalmente durante la insurgencia guerrillera en los años 1960, en la cual, según el periodista José Vicente Rangel en su libro Expediente Negro, hubo cerca de 300 desaparecidos durante el gobierno de Raúl Leoni. En la actualidad, se ha convertido en una práctica frecuente por el gobierno de Nicolás Maduro y se ha caracterizado por ser de corta duración.
Para 2018, hubo al menos 200 casos de desapariciones forzadas, y en 2019 al menos 524 casos, con una duración promedio de cinco días. De acuerdo con Foro Penal y la Fundación Robert F. Kennedy Human Rights, la corta duración de las desapariciones han tenido como objetivo evitar el escrutinio que podía presentarse con detenciones a gran escala y a largo plazo. De acuerdo con un reporte de 2019 del Alto Comisionado de las Naciones Unidas para los Derechos Humanos, de acuerdo con el informe, la desaparición forzada ha sido usada en Venezuela como un método por parte del gobierno de censurar a opositores y de infundir miedo. La constitución venezolana prohíbe la desaparición forzada, incluso en estados de emergencia.
En algunos casos, los desaparecidos han muerto en custodia poco después de sus detenciones. Por ejemplo, en 2018 no se proporcionó información sobre el lugar de reclusión o los motivos del arresto del concejal opositor Fernando Albán hasta después de su fallecimiento bajo detención, tres días después de su arresto, y en 2019 el capitán de corbeta Rafael Acosta Arévalo falleció en un hospital militar, con visibles signos de tortura, después de haber estado desaparecido.
A pesar de que en la mayoría de los casos las desapariciones han sido de corta duración, en Venezuela existen casos de desapariciones que se han extendido por años. Actualmente se desconoce el paradero del buzo Hugo Marino y del activista Alcedo Mora, quienes tienen más de seis y diez años desaparecidos, respectivamente. Aunque se sospecha su detención por parte de cuerpos de seguridad, para 2024 no se había confirmado la detención ni el lugar de reclusión de ninguno.
Para el 10 de marzo de 2025, la ONG Foro Penal había documentado 64 desapariciones forzadas en curso.

## Definición
Bajo el derecho internacional, la desaparición forzada se define como una detención de dos días o más que, a diferencia de una detención ordinaria, incluye la negación por parte del Estado de cualquier información sobre el paradero de una persona.
La Constitución de Venezuela establece en su artículo 45 la prohibición “a la autoridad pública, sea civil o militar, aun en estado de emergencia, excepción o restricción de garantías, practicar, permitir o tolerar la desaparición forzada de personas”.

## Desapariciones forzadas cometidas por el Estado

### Dictadura de Juan Vicente Gómez
Durante la dictadura de Juan Vicente Gómez, entre 1908 y 1935, se cometieron una cantidad indeterminada de desapariciones forzadas.

### Dictadura de Marcos Pérez Jiménez
Durante la dictadura de Pérez Jiménez, entre 1952 y 1958, también hubo desapariciones forzadas.

### Bipartidismo
Durante el segundo gobierno de Rómulo Betancourt una de las desapariciones más relevantes fue la del estudiante Alberto Rudas Mezones en 1961, quien fue asesinado en una manifestación en contra de la ruptura de relaciones diplomáticas con Cuba. Durante el velorio, funcionarios de seguridad se apropiaron de su cuerpo y este nunca le fue devuelto a sus familiares.El 28 de octubre de 1962, en el marco de la lucha contra grupos guerrilleros, surgen centros de detención clandestinos en zonas bajo control militar llamados teatros de operaciones por medio de un decreto del ministro de Defensa Antonio Briceño Llares. La aparición de estos centros fue denunciada por el diputado José Herrera Oropeza, así como supuestas prácticas de torturas cometidas en ellos.
Durante el gobierno de Raúl Leoni, el grupo parlamentario Vanguardia Popular Nacionalista (VPN) realizaría denuncias en el Congreso Nacional sobre desapariciones y ejecuciones extrajudiciales en el contexto de la lucha armada contra la guerrilla.Dentro del grupo se encontraban los diputados José Vicente Rangel, Luis Miquilena y José Herrera Oropeza; los cuales realizaron denuncias de centros de detención clandestinos a donde eran trasladados las personas para ser sometidos a torturas, asesinatos y posteriormente ocultar sus restos.Uno de los casos más destacados fue el del profesor Alberto Lovera, quien fue arrestado en plena vía pública. Posteriormente su cuerpo fue encontrado en las costas de la ciudad de Lechería.Tras la muerte de Lovera y las denuncias de desapariciones y otras violaciones a los derechos humanos, la cámara designó una comisión para investigar los hechos. Además, el Fiscal General fomentó una investigación sobre estas acusaciones.Durante las investigaciones llevadas en el Congreso también se trató las desapariciones y supuestas ejecuciones del sociólogo Víctor Soto Rojas y de Humberto Barrios.Según autores, en una versión se afirmó que supuestamente Soto Rojas fue lanzado desde un helicóptero en la zona El Bachiller del estado Miranda; su cuerpo nunca fue encontrado.
Años después el diputado y periodista José Vicente Rangel en su libro Expediente Negro, denunció que durante el gobierno de Raúl Leoni existieron cerca de 300 desaparecidos en el contexto de la lucha contra las Fuerzas Armadas de Liberación Nacional. Algunos otros ejemplos incluyen a José Camilo Mendoza, Julio César Farías Mejías, Augusto Hidalgo, Bartolomé Vielma, Guillermo Lapp, Ibrahim Villasmil, Jesús Pérez, Aníbal Morales Boada, José del Carmen Chávez, Francisco Lozada, Isabel Acosta Riva, Luis Rafael Tineo Gamboa, César Burguillos, Donato Carmona, Juan Mollejas, Ramón Pasquier, Víctor Tirado y Felipe Malaver, entre otros.El 29 de agosto de 1965, el Consejo Directivo General de la Amnistía, conformado por varias organizaciones sindicales y gremiales, se reúne en la Casa del Periodista en Caracas y aprueba un informe de la violencia en el país. El informe concluía que el gobierno había violado derechos humanos, conociendo casos de desapariciones.Según la Revista SIC, Venezuela tuvo la «experiencia en los años 60 de realizar la mayor cantidad de personas desaparecidas por fuerzas policiales o militares en el continente».
Durante el primer gobierno de Rafael Caldera se registraron algunos casos de desapariciones forzadas entre los que destacaron los del estudiante Luis Hernández, la de Laura Pérez Carmona de Prada, esposa del comandante la FALN Francisco Prada Barazarte; y la del estudiante de la UCV y miembro del partido Bandera Roja (BR) Noel Rodríguez.El caso de Noel Rodríguez tuvo cierta relevancia y rechazo debido al proceso de pacificación de las guerrillas llevados a cabo por el gobierno. Rodríguez fue desaparecido en 1973, supuestamente por fuerzas de seguridad del Estado, debido a que se encontraba involucrado en el secuestro del empresario Carlos Domínguez.Tras la resolución del caso, el gobierno anunció la muerte de Rodríguez, pero sus restos no fueron entregados a sus familiares, esto provocó protestas y huelgas de hambre de diversos movimientos. En agosto de 1973, varios abogados denunciaron en las Naciones Unidas la desaparición de Noel Rodríguez.Los restos del mismo fueron hallados en el 2012 en el Cementerio General del Sur de Caracas.El mismo año, la organización no gubernamental Comités Unitarios Pro-Amnistía (CUPA) denunció la desaparición forzada de Argelio José Reina, supuestamente por tener una revista cubana considerada por los oficiales como subversiva.El 27 de febrero de ese año fallecieron Reina y un oficial de la Guardia Nacional en un accidente automovilístico, en un vehículo que era de uso particular y no oficial. El cuerpo de Reina fue entregado a sus familiares en una urna sellada y tras la autopsia realizada en el Hospital Central de Maracay se determinó que había sido sometido a torturas.
Durante el primer gobierno de Carlos Andrés Pérez la organización no gubernamental  Comité en Defensa de los Derechos Humanos (CDDH) denunció casos de desaparición forzada, así como los reclamos de los familiares en búsqueda de los cuerpos. Durante el gobierno de Lusinchi existieron denuncias de desaparición asociadas a la acción de algunos cuerpos policiales. Según la Revista SIC, durante este tiempo: «Presuntamente funcionarios de la extinta Policía Técnica Judicial dieron muerte a más de 50 personas lanzando posteriormente sus cuerpos a pozos». En el estado Zulia se denunció la aparición de fosas comunes denominadas «Pozos de la Muerte» con cadáveres de personas que habían sido detenidas por la policía o que habían sido reportados como desaparecidos.
En 1989, durante el segundo gobierno de Carlos Andrés Pérez tendría lugar una serie de protestas y saqueos conocido como el Caracazo. Las manifestaciones fueron reprimidas violentamente por cuerpos de seguridad del Estado, dejando cientos de muertos. Durante las protestas se denunció que las fuerzas de seguridad usaron la desaparición forzada, ya que muchos de los cuerpos fueron ocultados y enterrados en fosas comunes; y muchos de los familiares jamás encontraron los restos de estas víctimas. El 11 de noviembre de 1999 la Corte Interamericana de Derechos Humanos  en el Caso del Caracazo vs. Venezuela condenó al Estado venezolano por la violación de derechos humanos cometidos en el control de las protestas. Entre los delitos registrados por la corte se encontraban las desapariciones forzadas de personas y ejecuciones extrajudiciales.Según la Revista SIC: «En la década de los 90 continuaron las desapariciones de presuntos delincuentes por parte de distintos cuerpos armados del Estado. Sólo entre los años 1991 y 1992 se reportaron 18 desapariciones».
Durante el golpe de Estado del 27 de noviembre de 1992 ocurrió la masacre del Retén de Catia debido a un supuesto motín, lo que provocó la acción de los cuerpos de seguridad que dejarían como resultado 60 muertos y 28 desaparecidos. Diversas organizaciones denunciaron los sucesos en la Corte Interamericana de Derechos Humanos, la cual en el caso Montero Aranguren y otros (Retén de Catia) vs. Venezuela responsabilizó al Estado venezolano por algunos de los delitos cometidos.

### Revolución bolivariana
Las primeras desapariciones forzadas de este periodo ocurrieron en 1999 en el marco de la Tragedia de Vargas. Desde el año 2000 hasta 2013 la organización Provea recopiló 114 casos de desaparición forzada, casi en su totalidad impunes. Un reporte elaborado entre las organizaciones no gubernamentales Foro Penal y la Fundación Robert F. Kennedy Human Rights documentó 200 casos de desapariciones forzadas en Venezuela en 2018 y 524 casos en 2019, una mayor cantidad atribuida a un aumento en las protestas en el país. El análisis concluyó que la desaparición promedio duraba cinco días, sugiriendo que el gobierno deseaba evitar el escrutinio que podía presentarse con detenciones a gran escala y a largo plazo.

#### Hugo Chávez
En el marco de la Tragedia de Vargas, el Ejército Bolivariano detuvo a Oscar José Blanco Romero, Roberto Javier Hernández Paz y José Francisco Rivas Fernández, quienes fueron entregados a una comisión de la Dirección de los Servicios de Inteligencia y Prevención. Los sujetos jamás fueron encontrados. La Comisión Interamericana de Derechos Humanos se pronunció sobre el caso en 2005. Los tribunales terminaron dejando en libertad a los 2 funcionarios de la Disip, quienes fueron señalados como responsables.
El 20 de febrero de 2003, una mujer joven y tres militares disidentes, que participaban en la concentración de los militares de Plaza Altamira, fueron encontrados muertos, atados y amordazados. La policía concluyó que la causa de muerte fueron múltiples heridas de escopeta y agregó que los cuerpos mostraban heridas adicionales consistentes con tortura. Una quinta víctima, una niña de catorce años, sobrevivió al ataque y fue internada a cuidados intensivos. Testigos denunciaron a la policía que el grupo había sido secuestrado cerca de la plaza en horas de la mañana del 16 de febrero; hombres armados los habrían forzado a entrar en dos carros y se retiraron del lugar. Después del hallazgo, se expresó temor y sospechas de que hubieran sido asesinados por motivos políticos. El líder de los militares disidentes, el general Enrique Medina Gómez, dijo que los oficiales formaban parte de un grupo que se turnaba para vigilar la plaza y describió los asesinatos como un "crimen de lesa humanidad". El hermano de uno de los fallecidos acusó a elementos dentro de la policía venezolano y de los servicios de inteligencia de perseguir a los oficiales disidentes, y dijo que estaba recibiendo amenazadas violentas de los círculos bolivarianos progubernamentales y del grupo Tupamaro.
Durante las protestas en Venezuela de 2004 se denunció la desaparición forzada de al menos 7 manifestantes.

#### Nicolás Maduro
2015
Alcedo Mora desapareció el 27 de febrero de 2015 tras denunciar el tráfico de combustible hacia Colombia por parte de miembros del gobierno del estado Mérida y funcionarios de Petróleos de Venezuela. A inicios de marzo los hermanos Eliécer y Jesús Vergel cercanos a Mora también desaparecieron, presuntamente detenidos por el Servicio Bolivariano de Inteligencia Nacional.
2017
El periodista Jesús Medina Ezaine fue detenido en octubre de 2017 junto a los periodistas Roberto di Matteo, de Italia, y Filippo Rossi, de Suiza, mientras reportaban sobre en el Centro Penitenciario de Aragua, también conocido como Tocorón. Se reportó su desaparición durante su detención.Jesús fue encontrado luego en noviembre en una autopista de Caracas, declarando cómo había sido torturado y amenazado de muerte por sus captores.
2018
La esposa del militar Igbert Marín Chaparro denunció que estuvo incomunicado durante los primeros días de su detención, después de haber sido arrestado el 2 de marzo de 2018, junto a otros ocho funcionarios más, y de haber sido víctima de torturas por parte de encargados militares.
El concejal opositor Fernando Albán fue detenido el 5 de octubre de 2018 en el Aeropuerto Internacional Simón Bolívar cuando regresaba al país después de haber formado una delegación opositora que asistió a las Naciones Unidas.No se dieron motivos para su arresto y no se proporcionaron detalles sobre dónde estaba detenido hasta después de su muerte tres días después, el 8 de octubre.
2019
El periodista Luis Carlos Díaz estuvo desaparecido por nueve horas después de ser detenido el 11 de marzo de 2019, luego de que se perdiera contacto con él al del trabajo en Unión Radio en Caracas.Agentes del Servicio Bolivariano de Inteligencia Nacional (SEBIN) allanaron y robaron su vivienda en Caracas.Luis Carlos fue liberado al día siguiente, imponiéndole la obligación de presentarse ante los tribunales cada ocho días y las prohibiciones de tanto salir del país como de declarar ante los medios de comunicación sobre su caso.
El diputado de Voluntad Popular Gilber Caro también estuvo desaparecido por semanas en varias oportunidades. Caro fue arrestado el 11 de enero de 2017 y una segunda vez el 26 de abril de 2019. Durante su detención se desconoció su paradero, el cual pidió conocer el 3 de mayo la oficina de la Alta Comisionada de Derechos Humanos de las Naciones Unidas. Caro fue liberado después de dos meses desaparecido. El diputado fue detenido una tercera vez el 20 de diciembre de 2019 junto con su asistente, el periodista Víctor Ugas. Para el 26 de diciembre se desconocía el lugar de reclusión de ambos, y el mismo día la Asamblea Nacional de Venezuela exigió que fuese anunciado. El 10 de enero de 2020 la Comisión Interamericana de Derechos Humanos declaró que la detención era la segunda vez en la que no se conocía el paradero del diputado. El abogado de Gilber Caro informó poder verlo y hablar con él el 20 de enero, después de un mes de desaparición.
El 20 de abril de 2019 sucedió la desaparición forzada del buzo Hugo Marino llevada a cabo presuntamente por la Dirección General de Contrainteligencia Militar, tras cuatro años de esta desaparición la Organización de las Naciones Unidas ha exigido que avancen las investigaciones. En Venezuela, de acuerdo con el informe, la desaparición forzada ha sido utilizada como un método por parte del gobierno de censurar a opositores y de infundir miedo.
El 22 de junio de 2019, la esposa del capitán de corbeta Rafael Acosta Arévalo denunció su desaparición y declaró que había hablado con él por última vez a las 2:00 p. m. del día anterior, mientras se encontraba en una «reunión personal» en Guatire, en el estado Miranda. Ese día, funcionarios de la Dirección General de Contrainteligencia Militar (DGCIM) y del Servicio Bolivariano de Inteligencia (SEBIN) detuvieron a siete personas, entre militares y policías activos y retirados. El 26 de junio, después de seis días sin conocer su paradero, la detención de Acosta Arévalo fue anunciada por el ministro de comunicación e información Jorge Rodríguez, quien acusó a tres de ellos, incluyendo a Acosta Arévalo, de estar preparando un golpe de Estado. Acosta Arévalo falleció tres días después, el 29 de junio, después de presentarse a su audiencia de presentación en una silla de ruedas y con graves indicios de torturas, incluyendo muchas excoriaciones en los brazos, poca sensibilidad en las manos, inflamación extrema en los pies, rastros de sangre en las uñas y lesiones en el torso. Acosta Arévalo tampoco era capaz de mover las manos o los pies, de poder levantarse o de hablar, con la excepción de aceptar el nombramiento de su defensor y de pedirle auxilio a su abogado.
2020
La Asamblea Nacional de Venezuela denunció el 21 de enero de 2020 que familiares, amigos y compañeros del diputado Ismael León perdieron contacto con él poco después de salir de la sede del partido Acción Democrática, cuando se dirigía hacia la sesión de la Asamblea. Después de dos días de detención, sin conocerse su paradero, León fue excarcelado con medidas cautelares.
El periodista Roland Carreño fue arrestado el 27 de octubre después de ser interceptado por vehículos negros sin identificación. Su paradero se desconoció por más de veinticuatro horas. Distintas organizaciones de derechos humanos calificaron su detención como una desaparición forzada, incluyendo a Foro Penal, y la gestión de Juan Guaidó responsabilizó a Nicolás Maduro de cualquier agresión en contra de Carreño y sus acompañantes. La gestión de Maduro confirmó la detención de Carreño al día siguiente.
2023
El 7 de diciembre de 2023, la organización no gubernamental Súmate denunció que se desconocía el lugar de reclusión de su presidente, Roberto Abdul, después de que fuese detenido el día anterior, violando el artículo 45 de la constitución venezolana. La ONG Foro Penal calificó la detención de Roberto como una desaparición forzada.
2024
El 9 de febrero de 2024, la activista Rocío San Miguel fue detenida en el Aeropuerto Internacional de Maiquetía Simón Bolívar.Rocío fue arrestada junto con su hija y el mismo día fueron detenidos su padre, sus dos hermanos y otro pariente.Después de estar diez días incomunicada y sin que se conociera su paradero, su hija pudo visitarla en El Helicoide.Organizaciones de derechos humanos como Amnistía Internacional, Provea y el Frente Amplio de Mujeres han rechazado la detención de Rocío, describiéndola como una desaparición forzada, y exigiendo su liberación inmediata.
Carlos Ramón Salazar Lares, extrabajador de PDVSA, estuvo más de veinte días desaparecido desde el 4 de febrero tras grabar y publicar un video del empresario colombiano Alex Saab de compras en la isla de Margarita. Los familiares registraron todos los centros de detención de Nueva Esparta, al igual que en morgues y hospitales de la isla, sin tener información sobre su paradero, aunque extraoficialmente fueron informados que fue llevado por agentes de la DGCIM. Los familiares de Salazar, después de tres semanas, fue ubicado en El Helicoide el día 29 de febrero.
En abril de 2024, expertas del Grupo de Trabajo sobre Desapariciones Forzadas o Involuntarias de las Naciones Unidas advirtieron un "alarmante" aumento de desapariciones forzadas en Venezuela meses antes de las elecciones presidenciales de julio. Las expertas informaron que la mayoría de las personas pertenecían a la coalición opositora de la Plataforma Unitaria y militares, y advirtieron que las desapariciones podían tener un efecto disuasivo y obstaculizar el derecho de los venezolanos a votar libremente.
Tres días después de las elecciones, el 31 de julio, la líder opositora María Corina Machado denunció al menos 11 desapariciones forzadas en las últimas 48 horas, además de 177 detenciones arbitrarias y 16 asesinatos.Un grupo de estudiantes de la Universidad Nacional Experimental de la Seguridad (UNES) fueron detenidos después de denunciar que el director de la universidad quería obligarlos a votar por Nicolás Maduro. Para el 3 de agosto de 2024, se desconocía el paradero de 21 de los 25 estudiantes.
Para el 10 de marzo de 2025, la ONG Foro Penal había documentado 64 presos políticos cuyo paradero se desconocía.

## Desapariciones forzadas cometidas por grupos armados
Desde la de década de 1970 se han denunciado casos de desaparición forzada ocurridos en la frontera entre Colombia y Venezuela, cometidos por bandas delictivas, paramilitares y guerrilleros. Algunos de estos casos no son originados por motivos políticos, sino asociados a actividades delictivas.La presencia de grupos armados ilegales en la zona, así como el constante flujo de migrantes, ha provocado la denuncia de casos de personas desaparecidas que posteriormente han sido encontradas en fosas comunes, arrojados en ríos o sus cuerpos han sido incinerados.
Según denuncias de organizaciones de derechos humanos, desde 2003 se ha implementado la llamada desaparición forzada transfronteriza. En esta las víctimas colombianas fueron trasladadas a territorio venezolano, asesinadas y enterradas en fosas comunes.En otros casos, grupos armados cometen asesinatos en lugares conocidos como «zonas de liberación», lugares cercanos a la frontera venezolana, para arrojar los cuerpos al territorio de este país.Entre 2010 y 2016, organizaciones de derechos humanos registraron 43 casos.Según la fiscalía colombiana, para el 2018 en la zona fronteriza se registraron 218 casos, de los cuales 32 eran ciudadanos venezolanos.

## Investigaciones y justicia
Algunas de las denuncias de políticos y organizaciones no gubernamentales sobre los casos de desapariciones forzadas en la segunda mitad del siglo XX fueron investigadas en la época. Sin embargo, varios casos quedaron sin resolver y sin detenidos.
En 1999, en el Caso del Caracazo vs. Venezuela la Corte Interamericana de Derechos Humanos condenó al estado Venezolano por la comisión de desapariciones forzadas y ejecuciones extrajudiciales cometidas durante el estallido social.La decisión de la corte exigía al Estado sancionar a los responsables, identificar a los muertos y desaparecidos; e indemnizar a las víctimas y sus familiares.En el 2009 fue imputado el militar Italo del Valle Alliegro por las violaciones a los derechos humanos cometidos durante el Caracazo.
En el 2011 se aprobó la Ley contra la Impunidad que establecía el marco legal para sancionar las violaciones a los derechos humanos cometidas entre los años 1958 y 1998, incluidas las desapariciones forzadas.En el 2013 se formó la Comisión por la Justicia y la Verdad encargada de realizar las investigaciones, la cual estaba dirigida por la fiscal general Luisa Ortega Díaz.La comisión estableció la figura del muerto-desaparecido declarando muerta a la persona desaparecida. También se estableció un banco de ADN para los familiares y se identificaron 38 centros de reclusión y tortura.Hasta el 2015, la comisión investigó 54 casos de desaparición forzada, realizando 33 exhumaciones y solicitando cinco órdenes de detención.Hasta ese año se habían entregado 10 restos a sus familiares, entre ellos se encontraban Noel Rodríguez, Alberto Rudas Mezones, Santos Martiarena, Gabriel García, Juan Vallejos, Tomás Chirinos, Jesús Antonio Tabares, José Ángel Martínez, Óscar Abelardo Martínez y Roberto Tovar.Para el 2017, la comisión encargada de las investigaciones presentó su informe final donde se recogían los resultados sobre los casos de desaparición forzada entre 1958 a 1998. En cuanto a las desapariciones se afirmó que fueron un total de 459, en el informe se presentó una lista con el nombre de las víctimas y los responsables.